# Langpo Peak
Langpo Peak är en bergstopp i Indien, på gränsen till Nepal. Den ligger i den nordöstra delen av landet, 1 100 km öster om huvudstaden New Delhi. Toppen på Langpo Peak är 6 958 meter över havet, eller 560 meter över den omgivande terrängen. Bredden vid basen är 4,1 km.
Terrängen runt Langpo Peak är bergig åt sydväst, men åt nordost är den kuperad.  Trakten runt Langpo Peak är nära nog obefolkad, med mindre än två invånare per kvadratkilometer. Trakten runt Langpo Peak består i huvudsak av gräsmarker.